# Yosef Wolde-Mariam
Yosef Wolde-Mariam (født 3. juni 1978) med kunstnernavnet "Critical" er en norsk programleder og anden halvdel af rap-duoen Madcon med Tshawe Baqwa.
Med Madcon har Wolde-Mariam haft stor succes som rap-artist i Europa. Yosef blev født i Norge og voksede op på Bekkelaget i Oslo med forældre fra Etiopien og Eritrea.